# CCTV-11
CCTV-11 est la chaîne qui diffuse de l'opéra chinois dans le réseau de la Télévision centrale de Chine en République populaire de Chine. La chaîne a été lancée le 1er janvier 1998.

## Programmes

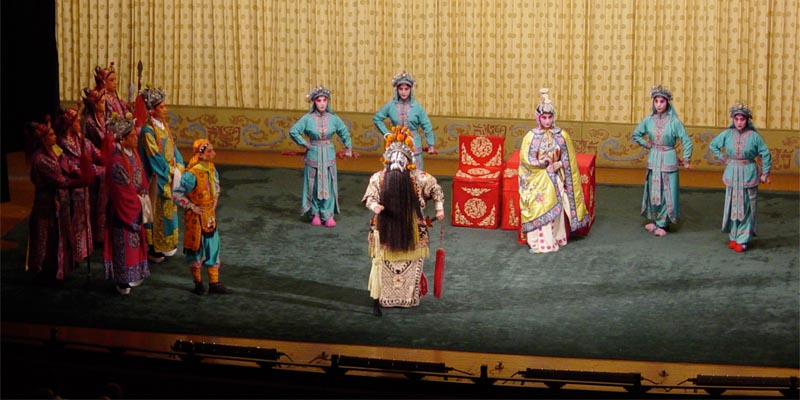
Opéra de Pékin

- Cinéma et théâtre à la télévision
- Opéra local
- Études avec moi
- Fameuse section critique
- Théâtre en plein air
- Opéra de Pékin

## Source de la traduction
- (en) Cet article est partiellement ou en totalité issu de l’article de Wikipédia en anglais intitulé « CCTV-11 » (voir la liste des auteurs).